# Saint-Pierre (Réunion)
Saint-Pierre ist eine französische Gemeinde des Übersee-Départements Réunion. Sie ist seit 1965 Hauptort (Unterpräfektur) des gleichnamigen Arrondissements. Saint-Pierre hat 85.254 Einwohner (Stand 1. Januar 2022) und gehört damit zu den 50 einwohnerreichsten Gemeinden Frankreichs. Saint-Pierre ist das Zentrum der Communauté d’agglomération Communauté Intercommunale des Villes Solidaires (CIVIS).

## Geographie
Saint-Pierre liegt im Südwesten von Réunion. Es grenzt an die Gemeinden Entre-Deux, Petite-Île, Saint-Joseph, Saint-Louis und Le Tampon. Von dieser Ortschaft aus führt die einzige Straße quer durch die Insel zu den Hochebenen als Ausgangspunkt für Ausflüge in die Bergwelt, insbesondere zum Vulkan Piton de la Fournaise.

### Verwaltungssitz der TAAF
Der Präfekt und oberste Verwalter der Französischen Süd- und Antarktisgebiete (TAAF), seit 2012 Pascal Bolot, hat seinen Dienstsitz in Saint-Pierre und verwaltet das Gebiet von Réunion aus.

## Infrastruktur
Der Hafen von Saint-Pierre wurde 1882 nach 30 Jahren Bauzeit fertiggestellt. Im selben Jahr wurde auch eine Eisenbahnstrecke eröffnet, die früher die Gemeinde mit Saint-Louis verbunden hat.
Im städtischen Stade Michel-Volnay ist unter anderem der erfolgreichste Fußballverein der Insel, die JS Saint-Pierre, zuhause.
Im Gemeindegebiet besteht mit der Domaine du Café Grillé ein botanischer Garten.

## Söhne und Töchter der Stadt
- François de Mahy (1830–1906), Politiker
- Sonia Ribes-Beaudemoulin (* 1953), Ozeanographin und Biologin
- Michel Houellebecq (* 1956 oder 1958), Schriftsteller
- Jackson Richardson (* 1969), Handballspieler
- Meddy Gerville (* 1974), Musiker
- Guillaume Hoarau (* 1984), Fußballspieler
- Florent Sinama-Pongolle (* 1984), Fußballspieler
- Valérie Bègue (* 1985), Miss France 2008[1]
- Dimitri Payet (* 1987), Fußballspieler
- Thomas Fontaine (* 1991), Fußballspieler
- Zacharie Boucher (* 1992), Fußballtorwart
- Donavan Grondin (* 2000), Radsportler
- Joadel Gardoque (* 2003), Beachvolleyballspieler
- Mathieu Acapandié (* 2004), madagassisch-französischer Fußballspieler
- Txema Mazet-Brown (* 2006), neuseeländisch-britischer Snowboarder

## Weblinks

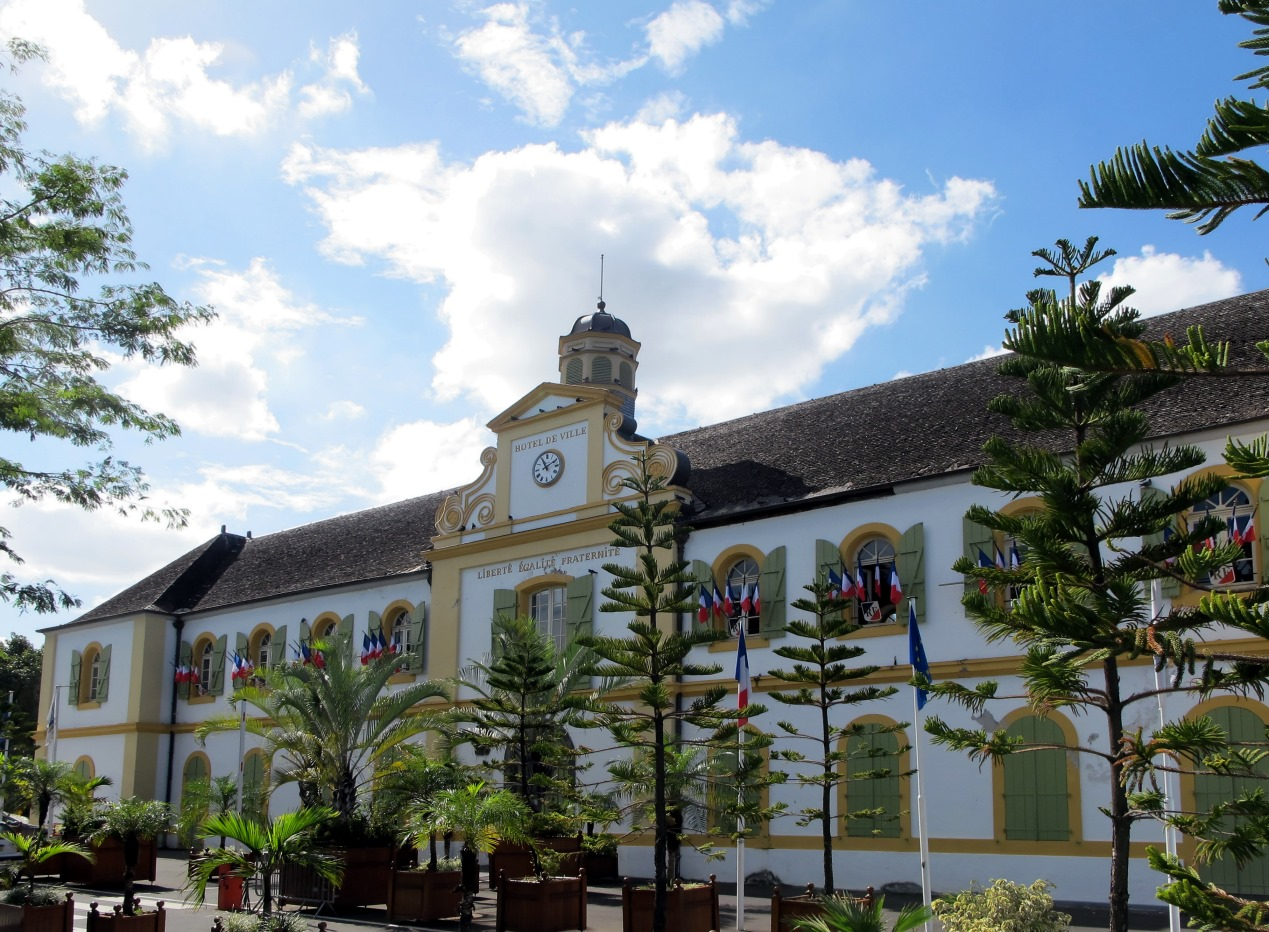
Rathaus
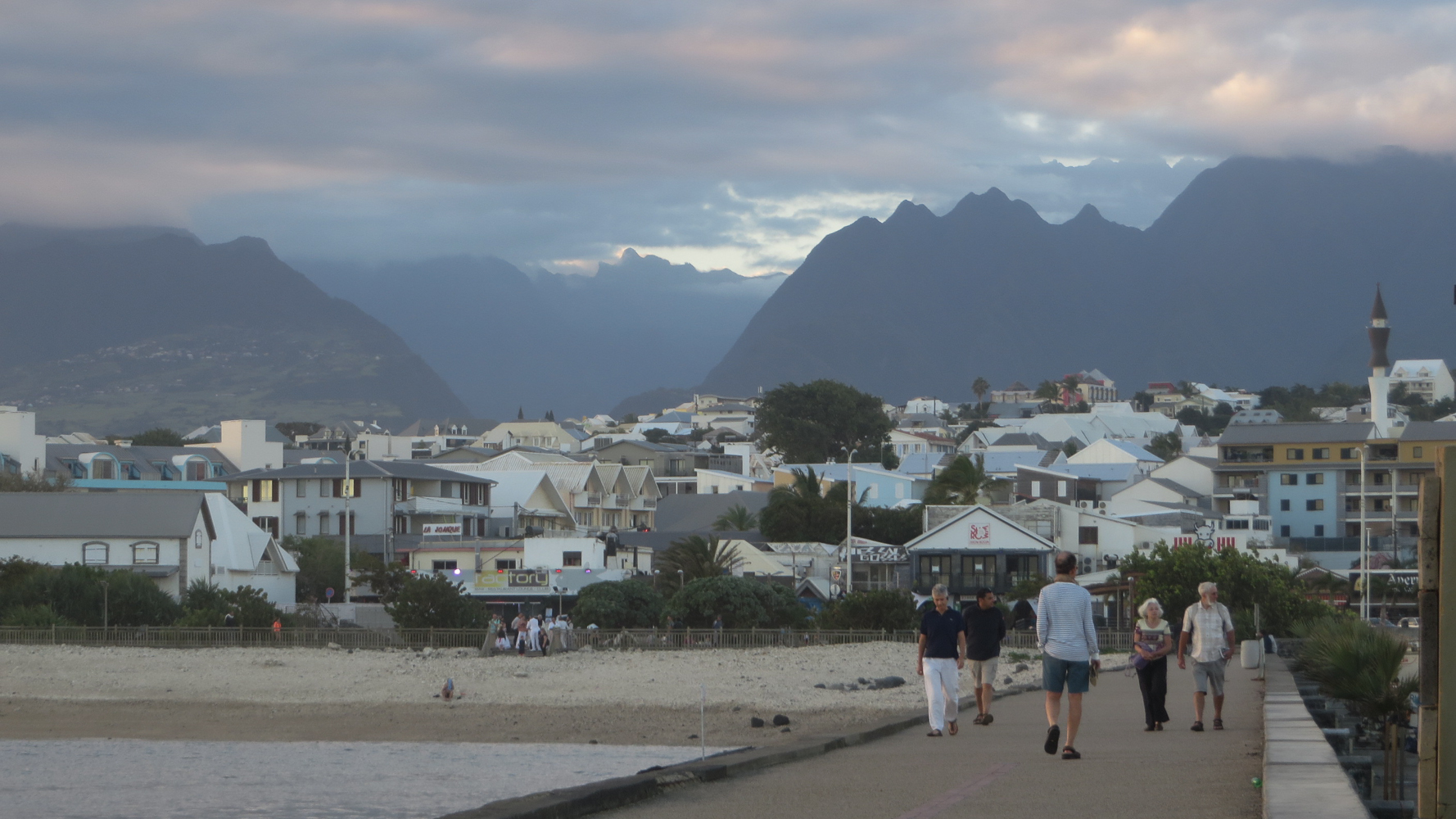
Ortschaft Saint-Pierre
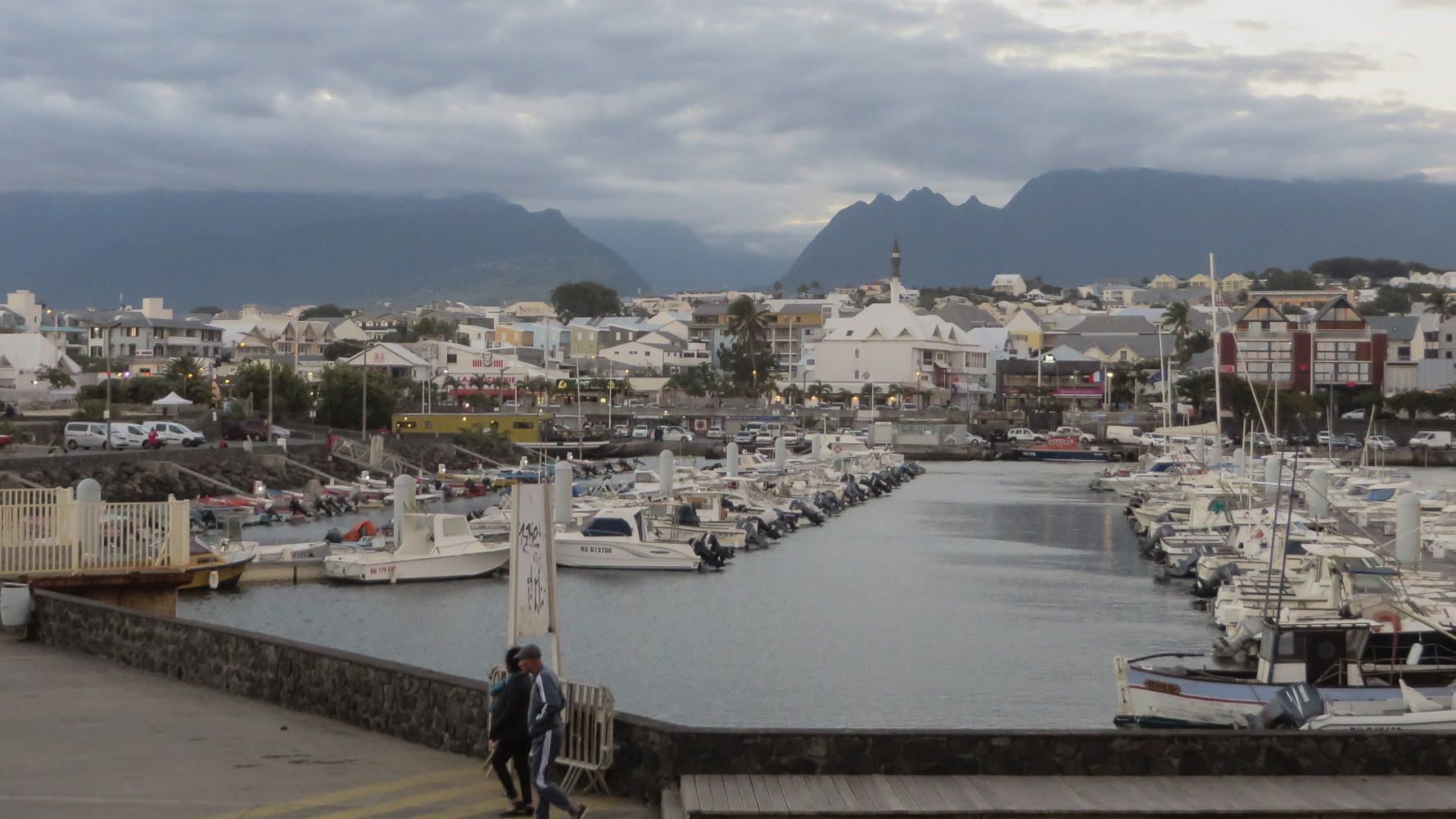
Hafen
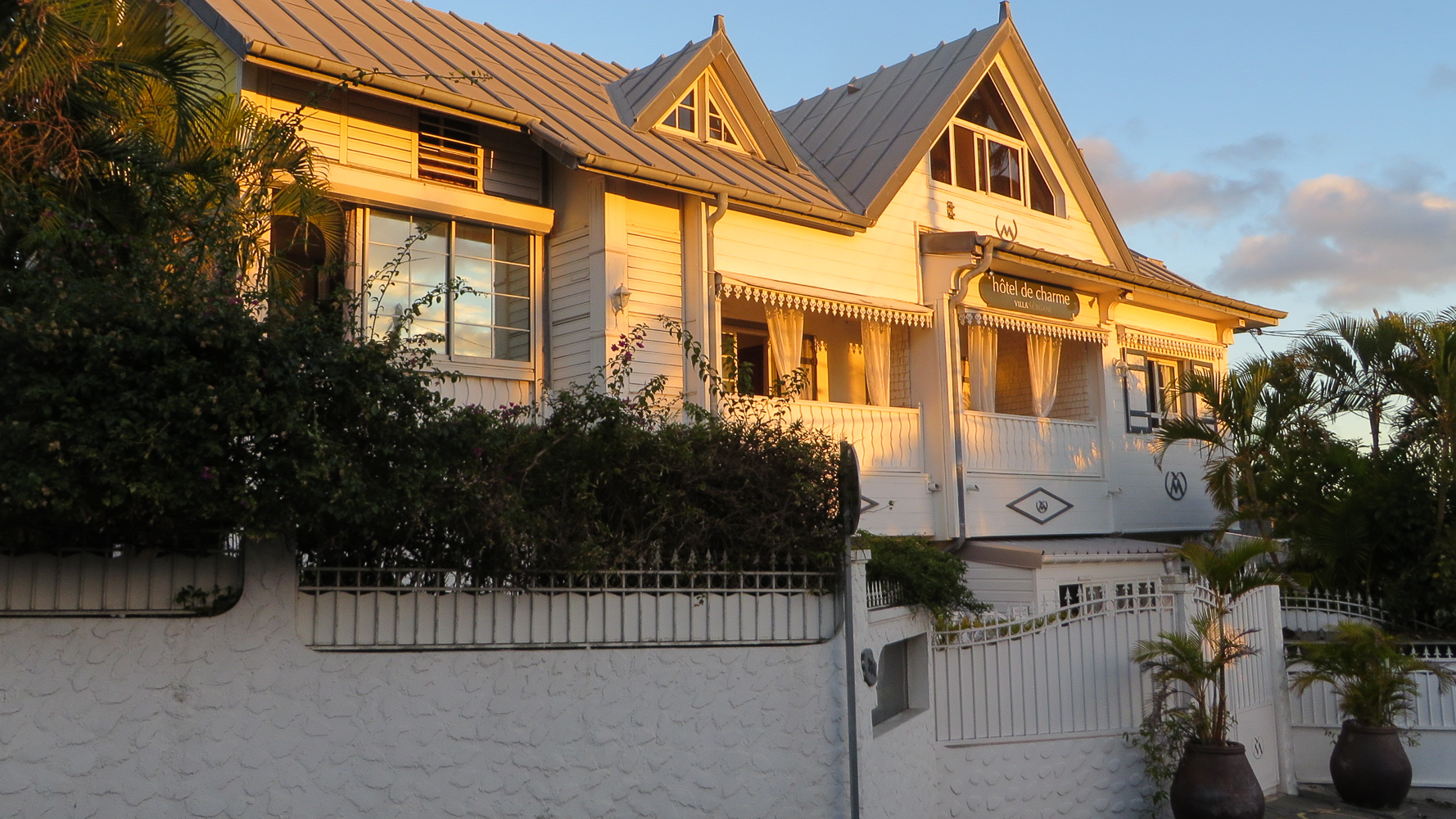
Villa Morgane
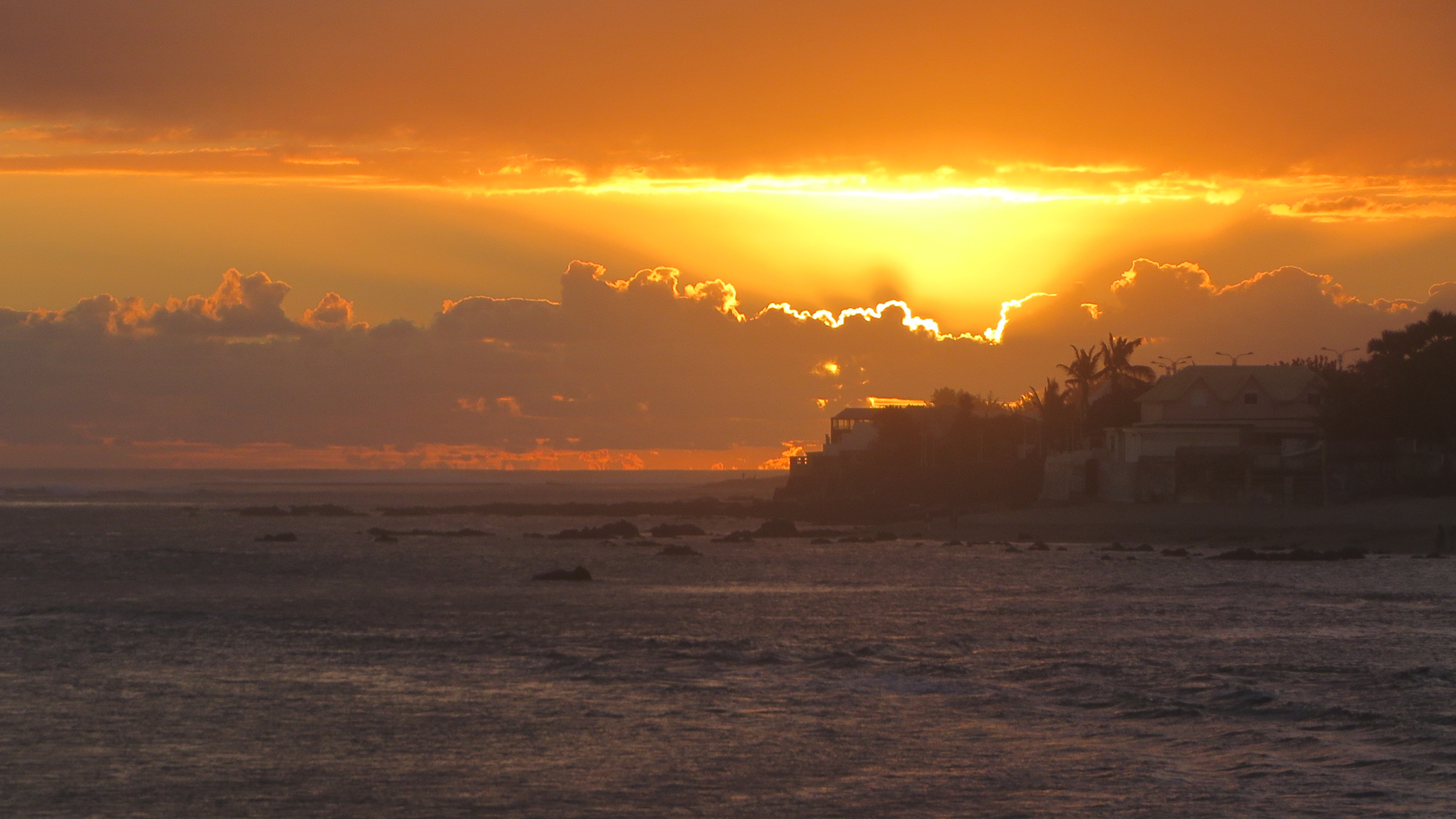
Sonnenuntergang